# Сизиний, Мартирий и Александр
Сизиний, Мартирий и Александр (29 мая 397) — священномученики из Тренто. День памяти — 29 мая.
Святые Сисиний, диакон, Мартирий, чтец, и Александр, остиарий, были тремя христианскими священнослужителями из Каппадокии, посланными  епископом Милана Амвросием для евангелизации региона Анауния (Валь-ди-нон) по просьбе епископа Тренто Вигилия. Они были жестоко убиты 29 мая 397 года во время обряда, называемого Амбарвалией, в местечке Мекла, ныне Сандзено. В вышеупомянутом месте позже была построена базилика в их память (в настоящее время управляемая францисканской общиной вместе с близлежащим Сан-Ромедио). Их тела были доставлены в Тренто и похоронены в специально построенной раннехристианской базилике.
Вигилий из Тренто стал проповедником их почитания, и их мощи были отправлены новому епископу Милана Симплициану, который поместил их в базилику Виргинум, ныне базилику Сан-Симплициано. Другая часть мощей была отправлена Иоанну Златоусту, Патриарху Константинопольскому.